# Radlett
Radlett är en ort i Storbritannien.   Den ligger i grevskapet Hertfordshire och riksdelen England, i den södra delen av landet, 24 km nordväst om huvudstaden London. Radlett ligger 74 meter över havet och antalet invånare är 8 213.
Terrängen runt Radlett är platt. Runt Radlett är det mycket tätbefolkat, med 3 249 invånare per kvadratkilometer. Närmaste större samhälle är Watford, 6,3 km sydväst om Radlett. Trakten runt Radlett består i huvudsak av gräsmarker.